# Oxygene Live in Your Livingroom
Oxygene Live in Your Livingroom är en skiva som gavs ut i samband med skivan Oxygènes 30-årsjubileum, denna finns både som en CD samt en box med en DVD-skiva med hela Oxygène uppförd live av Jean Michel Jarre samt Francis Rimbert, Claude Samard & Dominique Perrier.